# Оранський Йосип Олексійович
Йосип Олексійович Оранський (1862—1910) — селянський депутат Державної думи І скликання від Харківської губернії.

## Біографія
Народився у слободі Дворічна Куп'янського повіту Харківської губернії, походив із казенних селян. Навчався і закінчив повітове училище. Збирався стати сільським учителем, пройшов курс учительської семінарії. Успішно склав іспит при учительському інституті (екстерном). Заробляв підрядами на будівництво, мав лісовий склад. Голова Дворічанського волосного суду. Володів земельним наділом, землю здавав в оренду.
26 березня 1906 р. обраний до Державної думи І скликання від загального складу виборщиків Харківських губернських виборчих зборів. Входив до Трудової групи, був членом Аграрної Комісії. Підписав законопроект "Про громадянську рівність". Виступив із аграрного питання. Спільно Г. М. Линтварьовим і М. Д. Деларю виступив із заявою про перешкоди, які чинять у спілкуванні виборців зі своїми депутатами. Оранський також підписав запит М.М. Ковалевського міністру внутрішніх справ та військовому міністру про напад козаків кількох станиць на інгушський аул Яндирка (нині село Яндаре, республіка Інгушетія) на основі телеграми від уповноважених інгушського народу.
Помер у 1910 році, похований у Дворічній.